# Taekwondo als Jocs Olímpics d'estiu de 1992
Als Jocs Olímpics d'Estiu de 1992 celebrats a la ciutat de Barcelona (Catalunya) es disputaren 16 proves de taekwondo, vuit en categoria masculina i vuit més en categoria femenina. Aquesta fou la segona vegada que aquest esport formà part del programa dels Jocs, novament com a esport de demostració.
La competició va tenir lloc al Palau Blaugrana entre els dies 3 i 5 d'agost de 1992. Hi participaren un total de 128 taekwondistes, 64 en categoria masculina i 64 més en categoria femenina de 27 i 25 comitès nacionals respectivament.

## Resum de medalles

### Categoria masculina
| Prova            | Or              | Argent              | Bronze            |
| – 50 kg. Detalls | Gergely Salim   | Juan Moreno         | Javier Argudo     |
| – 50 kg. Detalls | Gergely Salim   | Juan Moreno         | Jefi Tri Aji      |
| – 54 kg. Detalls | Arlindo Gouveia | Durc Talumewo       | Seo Sung Kyo      |
| – 54 kg. Detalls | Arlindo Gouveia | Durc Talumewo       | Wang Ming-sung    |
| – 58 kg. Detalls | William Cordova | Sayed Najem         | Demenico D. Alise |
| – 58 kg. Detalls | William Cordova | Sayed Najem         | Stephen Fernández |
| – 64 kg. Detalls | Kim Byong Chul  | Ekrem Boyali        | Jung Woo Young    |
| – 64 kg. Detalls | Kim Byong Chul  | Ekrem Boyali        | Luca Massaccesi   |
| – 70 kg. Detalls | Jose Santolaria | Farivorz Askari     | Chou Kuei-ming    |
| – 70 kg. Detalls | Jose Santolaria | Farivorz Askari     | Djamel Khali      |
| – 76 kg. Detalls | Ha Tae-Kyoung   | Lee Jae Hun         | Mohammad Qaimi    |
| – 76 kg. Detalls | Ha Tae-Kyoung   | Lee Jae Hun         | Reza Mehmandoust  |
| – 83 kg. Detalls | Herbert Perez   | Juan Sous Godoy     | Khaled Ibrahim    |
| – 83 kg. Detalls | Herbert Perez   | Juan Sous Godoy     | Ammar Sbeihi      |
| + 83 kg. Detalls | Kim Je-Kyoung   | Emmanuel Oghenejobo | Amr Hassan        |
| + 83 kg. Detalls | Kim Je-Kyoung   | Emmanuel Oghenejobo | Simon Hosking     |

### Categoria femenina
| Prova            | Or                       | Argent           | Bronze           |
| – 43 kg. Detalls | Lo Yueh-Ying             | Rahmi Kurnia     | Amanda Broadbent |
| – 43 kg. Detalls | Lo Yueh-Ying             | Rahmi Kurnia     | Mónica Torres    |
| – 47 kg. Detalls | Elisabet Delgado Cazorla | Piera Muggiri    | Terry Poindexter |
| – 47 kg. Detalls | Elisabet Delgado Cazorla | Piera Muggiri    | Arzu Tan         |
| – 51 kg. Detalls | Hwang Eun-Suk            | Diane Murray     | Hii King Hung    |
| – 51 kg. Detalls | Hwang Eun-Suk            | Diane Murray     | Catherine Noble  |
| – 55 kg. Detalls | Tung Ya-Ling             | Aysegul Ergin    | Dolores Knoll    |
| – 55 kg. Detalls | Tung Ya-Ling             | Aysegul Ergin    | Beatriz Lucero   |
| – 60 kg. Detalls | Chen Yi-An               | Susilawati       | Jeung Eun-Ok     |
| – 60 kg. Detalls | Chen Yi-An               | Susilawati       | Hafida El Ouacef |
| – 65 kg. Detalls | Elena Benítez            | Brigitte Geffroy | Jennifer Laney   |
| – 65 kg. Detalls | Elena Benítez            | Brigitte Geffroy | Shelley Vettese  |
| – 70 kg. Detalls | Lee Sun-Hee              | Marcia King      | Morfou Drosidou  |
| – 70 kg. Detalls | Lee Sun-Hee              | Marcia King      | Denise Parmley   |
| + 70 kg. Detalls | Coral Bistuer            | Susan Graham     | Adriana Carmona  |
| + 70 kg. Detalls | Coral Bistuer            | Susan Graham     | Lynnette Love    |

## Medaller
| Posició | País          | Or | Argent | Bronze | Total |
| 1       | Corea del Sud | 5  | 0      | 2      | 7     |
| 2       | Espanya       | 4  | 1      | 1      | 6     |
| 4       | Xina-Taipei   | 3  | 0      | 2      | 5     |
| 4       | Estats Units  | 1  | 2      | 3      | 6     |
| 5       | Mèxic         | 1  | 0      | 2      | 3     |
| 6       | Dinamarca     | 1  | 0      | 0      | 1     |
| 6       | Veneçuela     | 1  | 0      | 0      | 1     |
| 8       | Canadà        | 0  | 3      | 2      | 5     |
| 9       | Indonèsia     | 0  | 3      | 1      | 4     |
| 10      | Turquia       | 0  | 2      | 1      | 3     |
| 11      | França        | 0  | 1      | 2      | 3     |
| 11      | Itàlia        | 0  | 1      | 2      | 3     |
| 13      | Iran          | 0  | 1      | 1      | 2     |
| 14      | Nigèria       | 0  | 1      | 0      | 1     |
| 14      | Nova Zelanda  | 0  | 1      | 0      | 1     |
| 13      | Austràlia     | 0  | 0      | 2      | 2     |
| 13      | Egipte        | 0  | 0      | 2      | 2     |
| 13      | Filipines     | 0  | 0      | 2      | 2     |
| 17      | Colòmbia      | 0  | 0      | 1      | 1     |
| 17      | Grècia        | 0  | 0      | 1      | 1     |
| 17      | Jordània      | 0  | 0      | 1      | 1     |
| 17      | Kuwait        | 0  | 0      | 1      | 1     |
| 17      | Malàisia      | 0  | 0      | 1      | 1     |
| 17      | Marroc        | 0  | 0      | 1      | 1     |
| 17      | Regne Unit    | 0  | 0      | 1      | 1     |